# Dysauxes serva
Dysauxes serva là một loài bướm đêm thuộc phân họ Arctiinae, họ Erebidae.